# Cnemolia mirei
Cnemolia mirei là một loài bọ cánh cứng trong họ Cerambycidae.